# کارینه تر-ساهاکیان
کارینه تر-ساهاکیان (ارمنی: Կարինե Տեր-Սահակյան؛ انگلیسی: Karine Ter-Sahakyan؛ زادهٔ ۱۰ ژوئیهٔ ۱۹۵۷ - درگذشته ۸ ژوئیهٔ ۲۰۱۴) روزنامه‌نگار، گزارشگر، چهره سرشناس و اپراتور اهل ارمنستان بود. 

## زندگی‌نامه
وی در ۱۰ ژوئیهٔ ۱۹۵۷ در گنجه به دنیا آمد و از دانشگاه دولتی ایروان فارغ‌التحصیل گشت.  وی در ۸ ژوئیهٔ ۲۰۱۴ در سن ۵۶ سالگی درگذشت.